# Национальный парк Рума
Национальный парк Рума — основан в 1983 году, занимает территорию около 120 квадратных километров, расположен на западе Кении в долине Ламбве, недалеко от озера Виктория в провинции Ньянза. 
Парк, получивший название «Последнее убежище рыжей антилопы», создан для защиты единственной в Кении коренной популяции редких антилоп. В настоящее время популяция находится на грани исчезновения,  численность популяций на территории парка составляет примерно 40 особей. 
Парк был основан на базе заповедника Ламве-Вэлли (дата основания 1966 год). Позже переименован в «Рума» в честь одного из самых могущественных шаманов Кении. 

## Климат
Климат влажный и сухой. Сухой сезон бывает в июне-октябре или январе-феврале, сезон дождей с апреля по июнь. Изменяется от тёплого к холодному и влажному, типичен для африканских болотных местностей. Пик осадков приходится на апрель, август и ноябрь. Среднегодовое количество осадков 1200—1600 мм. 

## Вход в парк и плата за вход
В парк можно попасть через два входа: главные ворота (ворота Камато) и ворота Ньятото. Оплата производится безналичным способом.